# Тангыт (Гахский район)
Тангыт (азерб. Tanqıt) — село в Гахском районе Азербайджана. Расположено на левом берегу реки Джунутчай.

## История
Село основано и заселено мугалами (азербайджанцами). Рядом с селом находится могила наиба Шамиля Хаджи-Мурата.

## Население
В своде статистических данных о населении Закавказского края 1886 года отмечается село Тангитъ Кипчахского сельского общества, Кахского участка, Закатальского округа с числом жителей 106 человек, из которых «татарами» то есть азербайджанцами обозначаются 103 жителя а аварцами трое. 
Вероисповедание населения — мусульмане-сунниты.
Кавказский календарь от 1910 года отмечает в Кахском участке Закатальской губернии татарское (азербайджанское) село Тангитъ численностью 106 человек.
По сведениям Азербайджанской сельскохозяйственной переписи 1921 года село Тангыт (в источнике Тангит) входило в Кипчахское сельское общество Закатальского уезда Азербайджанской ССР и имело 14 хозяйств, население численностью 34 человека состояло из азербайджанцев, указанных в источнике как мугалы.